# Liste der Biografien/Walr
Liste der Biografien |
Portal Biografien |
Personensuche
# |
A |
B |
C |
D |
E |
F |
G |
H |
I |
J |
K |
L |
M |
N |
O |
P |
Q |
R |
S |
T |
U |
V |
W |
X |
Y |
Z |
?
 
Wa |
Wc |
Wd |
We |
Wh |
Wi |
Wj |
Wl |
Wn |
Wo |
Wr |
Ws |
Wt |
Wu |
Ww |
Wy |
Wz
 
Waa |
Wab |
Wac |
Wad |
Wae |
Waf |
Wag |
Wah |
Wai |
Waj |
Wak |
Wal |
Wam |
Wan |
Wao |
Wap |
Waq |
War |
Was |
Wat |
Wau |
Wav |
Waw |
Wax |
Way |
Waz
 
Wala |
Walb |
Walc |
Wald |
Wale |
Walf |
Walg |
Walh |
Wali |
Walj |
Walk |
Wall |
Walm |
Waln |
Walo |
Walp |
Walq |
Walr |
Wals |
Walt |
Walu |
Walw |
Waly |
Walz
Die Liste der Biografien führt alle Personen auf, die in der deutschsprachigen Wikipedia einen Artikel haben. Dieses ist eine Teilliste mit 36 Einträgen von Personen, deren Namen mit den Buchstaben „Walr“ beginnt.

## Walr

### Walra
- Walrab von Boyneburg-Hohenstein (1529–1572), Herr zu Jestädt
- Walraf, Leopold (1877–1957), deutscher Politiker (Zentrum, CDU), MdL
- Walram († 1297), Graf von Jülich
- Walram († 1380), Graf der vorderen Grafschaft Sponheim
- Walram I., Graf von Arlon
- Walram I. († 1288), Seigneur de Ligny, de Roussy et de Laroche
- Walram I. († 1308), Graf von Zweibrücken
- Walram I. († 1198), Graf von Nassau
- Walram II. († 1242), Herr von Monschau und Poilvache
- Walram II. († 1354), Herr von Ligny, Roussy und Beauvoir
- Walram II., Graf von Arlon, Graf von Limburg
- Walram II. († 1276), Graf von Nassau
- Walram II. († 1366), Graf von Zweibrücken
- Walram III. († 1139), Herzog von Niederlothringen, Graf von Arlon und Limburg sowie Herr von Wassenberg
- Walram III. († 1415), Graf von Saint-Pol und Ligny sowie Herr von Roussy und Beauvoir
- Walram IV. († 1226), Herzog von Limburg und Graf von Luxemburg und ArlonWalram IV. († 1226)

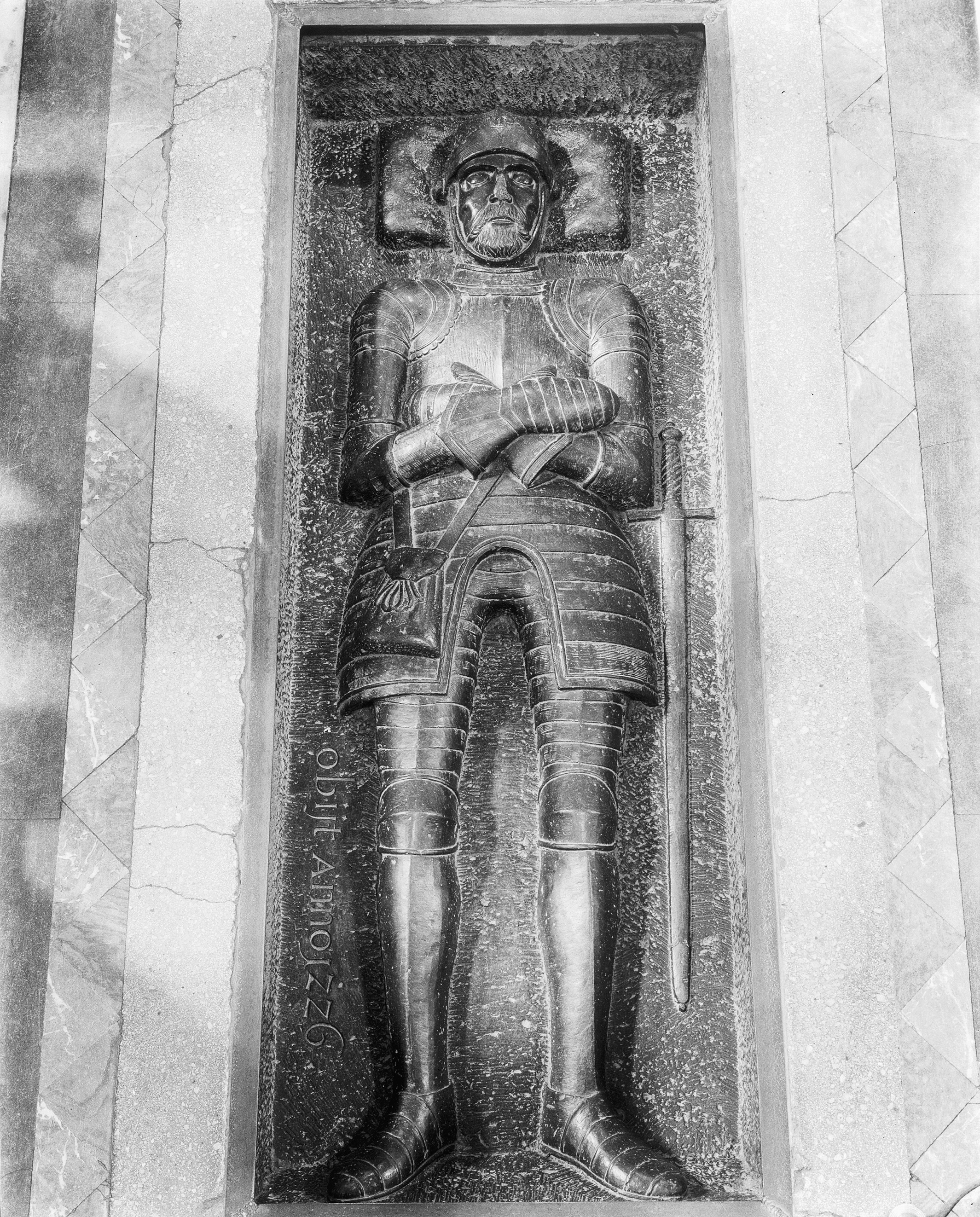
Walram IV. († 1226)

- Walram IV. (1354–1393), Graf von Nassau-Wiesbaden-Idstein
- Walram V. († 1279), Herzog von Limburg
- Walram von Arnsberg, Propst des Stifts Meschede
- Walram von Jülich († 1349), Erzbischof von Köln
- Walram von Kessel († 1304), Dompropst in Münster
- Walram von Moers († 1456), erwählter Bischof von Utrecht und Münster
- Walram von Naumburg († 1111), Bischof von Naumburg
- Walram von Veldenz († 1336), Bischof von Speyer
- Walras, Léon (1834–1910), französischer VolkswirtLéon Walras (1834–1910)

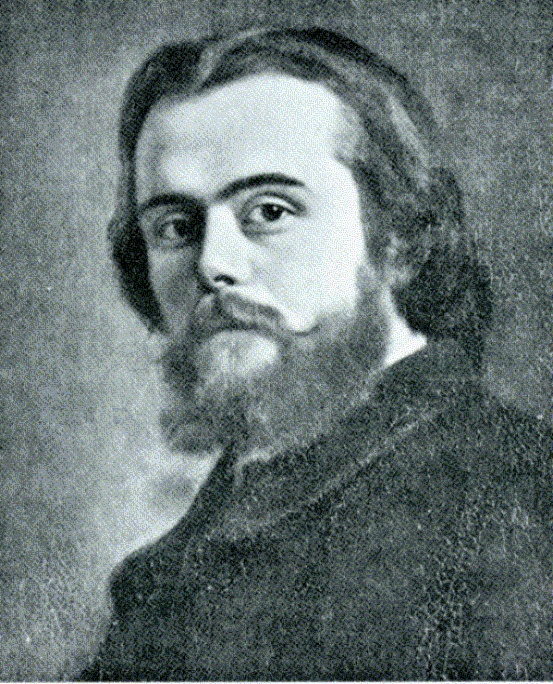
Léon Walras (1834–1910)

- Walrath, Jack (* 1946), US-amerikanischer Jazzmusiker
- Walrath, Laurence K. (1909–1976), amerikanischer Jurist und Regierungsbediensteter
- Walrave, Bruno (1939–2022), niederländischer Radsportler und Schrittmacher
- Walrave, Gerhard Cornelius von (1692–1773), preußischer Generalmajor und Festungsbaumeister
- Walrave, Stephan, Abt des Benediktinerklosters Liesborn (1462–1464)
- Walraven, Joost (* 1947), niederländischer Bauingenieur
- Walraven, Sharon (* 1970), niederländische Rollstuhltennisspielerin
- Walravens, Hartmut (* 1944), deutscher Sinologe und Bibliothekar

### Walro
- Walrond, Violet (1905–1996), neuseeländische Schwimmerin
- Walrond, William, 1. Baron Waleran (1849–1925), britischer Politiker, Unterhausabgeordneter und Peer
- Walrond, William, 2. Baron Waleran (1905–1966), britischer Peer, Offizier und Autorennfahrer